# 大宮地区

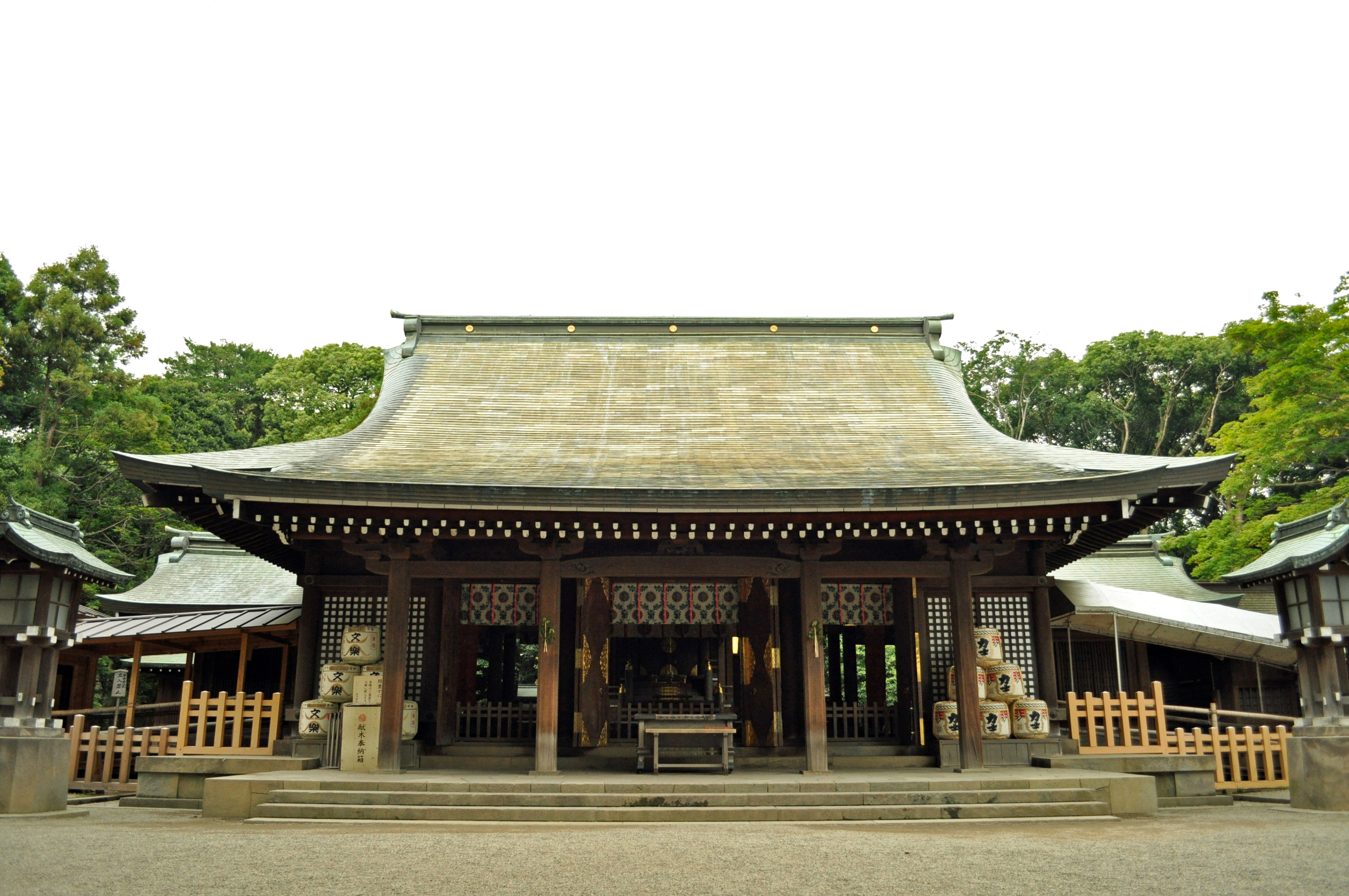
氷川神社（拝殿）

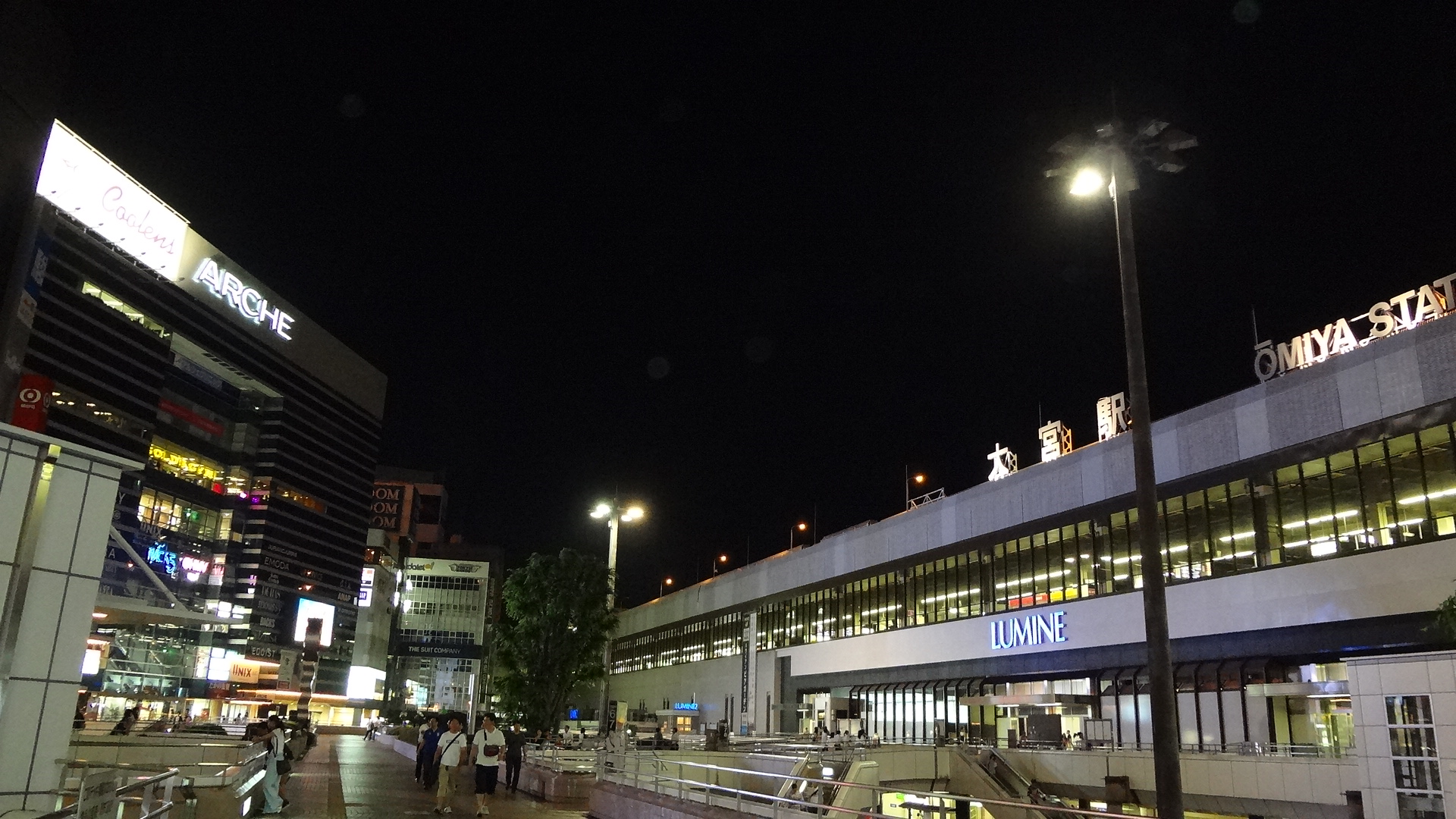
大宮駅西口

大宮地区（おおみやちく）は、埼玉県さいたま市北部の旧大宮市域や大宮駅周辺を指す地域総称。

## 概要
広義にはさいたま市の北部の旧大宮市域（概ね西区・北区・大宮区・見沼区）を指した地域名である。大宮駅周辺を指す場合もある。

## 地区人口
旧大宮市域 (89.47 km2) の人口は541,503人となっている。最も人口が多いのは見沼区の166,893人で、北区、大宮区、西区と続く。

## 歴史
「大宮町 (埼玉県)」も参照。
古代に武蔵国一宮である氷川神社の鳥居前町として、また江戸時代以後は中山道の宿場町として発達した。江戸から近い割には大きな宿場であり、天保14年（1843年）時点で人口は1,508人で、県内の中山道の宿場町の中では本庄宿、熊谷宿、鴻巣宿、蕨宿、深谷宿に次ぐ規模であったが、脇本陣は9軒と一番多かった。紀州藩の鷹場本陣も置かれていた。
その後明治時代には廃藩置県により浦和に埼玉県庁が置かれた。当初は大宮に県庁を設置する構想はあったが、諸事情により、隣接する浦和に置かれることとなった。こうして浦和は県庁所在地として発展した。
一方で明治維新以後、衰退しかけていた大宮に転機が訪れたのは、鉄道の開通だった。1883年には日本鉄道の第一期線（上野駅 - 熊谷駅（現：JR東日本の高崎線の区間）が開業したことによる。当時、浦和駅と上尾駅の間に大宮駅はまだ設置されていなかった。
これは開業当時、大宮宿から離れると243戸の家しかなかったことや、当時の蒸気機関車は牽引力が低く、短い間隔での駅設置はしないことが基本だったため、駅間距離が短くなってしまうことを防ごうとしたことが原因であった。後に大宮町長を務める白井助七ら地元有志が町の衰退を阻止するため駅の誘致を進め、第二期線（大宮駅 - 青森駅（現在のJR東日本東北本線・いわて銀河鉄道線・青い森鉄道線の区間）の分岐点に1885年、大宮駅が置かれた。のちに駅北側には国鉄大宮工場、南側には大宮操車場などが所在し、旧国鉄（現：JRグループ）も全国12か所の鉄道の町の一つとして発展した。
また、1923年の関東大震災で東京や横浜は壊滅的被害を受け、多くが埼玉県の浦和や大宮などに転居し、大宮もまた人口が急激に増加した。とくに罹災した東京・小石川（現：文京区）の盆栽業者の多くが当時通称「源太郎山」と呼ばれた場所に移住し、後に盆栽町という地名が誕生するほどの「大宮盆栽村」として発展し、大宮は「盆栽の町」としても有名になった。現在も盆栽業者は定住している。
1940年、大宮町は三橋村、日進村、宮原村、大砂土村と合併し、「大宮市」が発足。県内では川越市、熊谷市、川口市、浦和市に次いで、5番目の市制施行を行った。大宮市になってからも1955年に、指扇・馬宮・植水・片柳・七里・春岡の6村を合併し、隣接する浦和市同様、市域を東西に広げた。
鉄道交通では1982年6月23日には東北新幹線大宮駅 - 盛岡駅間が、11月15日には上越新幹線大宮駅 - 新潟駅が開業し、大宮駅は一躍首都圏有数の鉄道ターミナル駅に発展した。1985年の上野駅 - 大宮駅間開業まで、大宮駅は新幹線の始発駅だった。
2001年5月1日、浦和市・大宮市・与野市が合併し、さいたま市が発足。2003年4月1日にはさいたま市が政令指定都市に移行し、旧大宮市域からは4つの行政区が誕生した。なお、旧浦和市域だった大原六丁目・七丁目は大宮区に、旧大宮市域だった北袋町一丁目と錦町の一部は新都心となって中央区に属することとなった。

## 大宮地区の行政区

### 概ね旧大宮市域に位置する行政区
- 西区
  - 旧三橋村・日進村（下内野・三橋・上内野・西内野・宮前町）
  - 旧指扇村（上野本郷・内野本郷・指扇・指扇領辻・指扇領別所・清河寺・高木・中釘・西新井・西大宮・平方領々家・宝来・峰岸）
  - 旧馬宮村（飯田新田・塚本・塚本町・土屋・西遊馬・二ツ宮・湯木町）
  - 旧植水村（プラザ・飯田・佐知川・三条町・島根・昭和・中野林・水判土・植田谷本・植田谷本村新田）
- 北区
  - 旧大宮町・大砂土村（大宮・植竹町・盆栽町・見沼・今羽町・砂町・土呂・土呂町・本郷町・西本郷）
  - 旧宮原村（宮原町・加茂宮・奈良町・別所町・吉野町）
  - 旧日進村（大成・大成町・上加・櫛引町・西谷・日進町・東大成町）
- 大宮区
  - 旧大宮町（東町・天沼町・大原[注釈 2]・吉敷町・北袋町・桜木町・下町・寿能町・浅間町・大門町・高鼻町・土手町・仲町・錦町・堀の内町・宮町）
  - 旧三橋村・日進村（上小町・三橋・大成町・櫛引町）
- 見沼区
  - 旧大砂土村（大和田町・島・島町・砂・砂町・東大宮・堀崎町）
  - 旧片柳村（加田屋・加田屋新田・片柳・片柳東・上山口新田・笹丸・新右エ門新田・染谷・中川・西山新田・西山村新田・東新井・御蔵・南中野・南中丸・見山・山）
  - 旧七里村（大谷・新堤・蓮沼・東宮下・東門前・膝子・風渡野）
  - 旧春岡村（春岡・卸町・小深作・春野・深作・丸ヶ崎・丸ヶ崎町・宮ヶ谷塔）

### 旧大宮市域を含む行政区
- 中央区 - 北袋町一丁目および錦町の各一部（現在は新都心の一部）

## 主な地域特色
合併前の旧大宮市から合併後の旧大宮市域を通して様々な面から大宮の特徴を記す。

### 大宮の駅

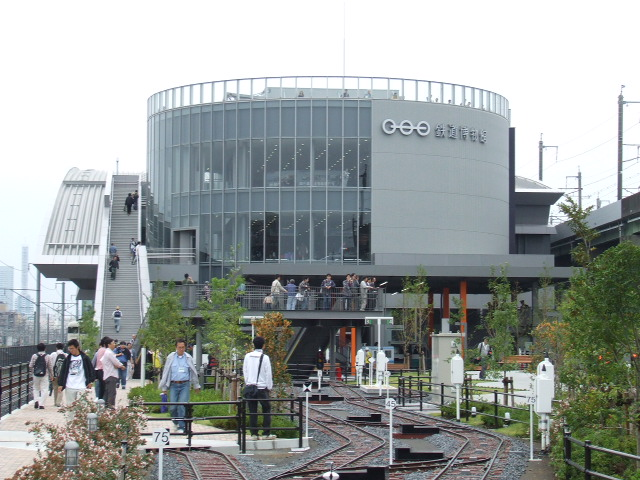
鉄道博物館

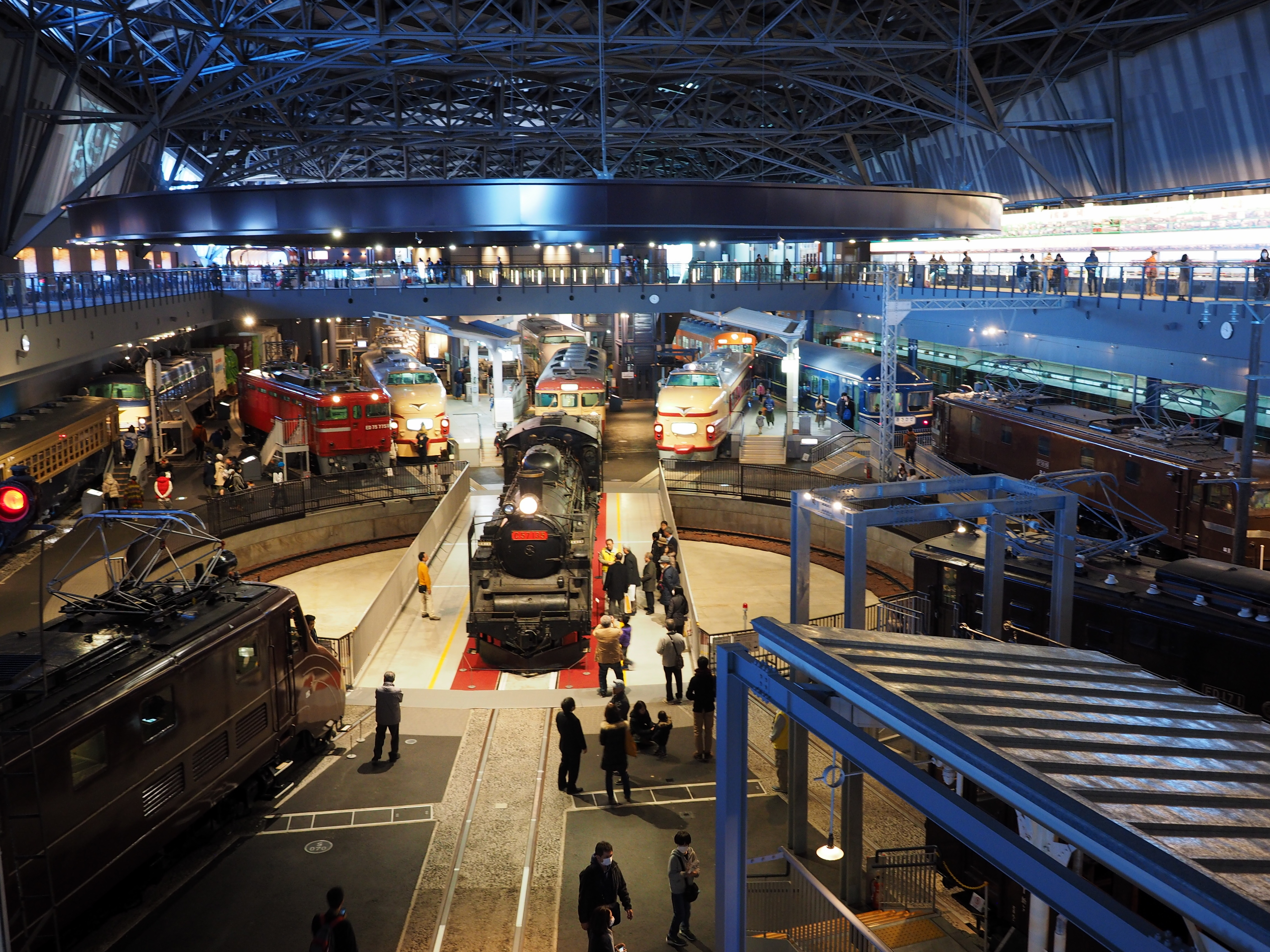
鉄道博物館のメインホール

- 旧大宮市域は、1885年に現在の高崎線と東北本線（宇都宮線）の分岐点として大宮駅が開業して以降、鉄道の町として発展した。2007年には東京都千代田区に存在した交通博物館が移転し、鉄道博物館が開業した。また旧浦和市域同様、「大宮」がつく駅が多いが、「南大宮駅」は存在しない。多くは隣接する旧浦和市・旧与野市と同様に、東京のベッドタウンとして宅地化が進んだ。市域の駅周辺の特徴を述べる。

#### 「大宮」がつく駅
- 大宮区

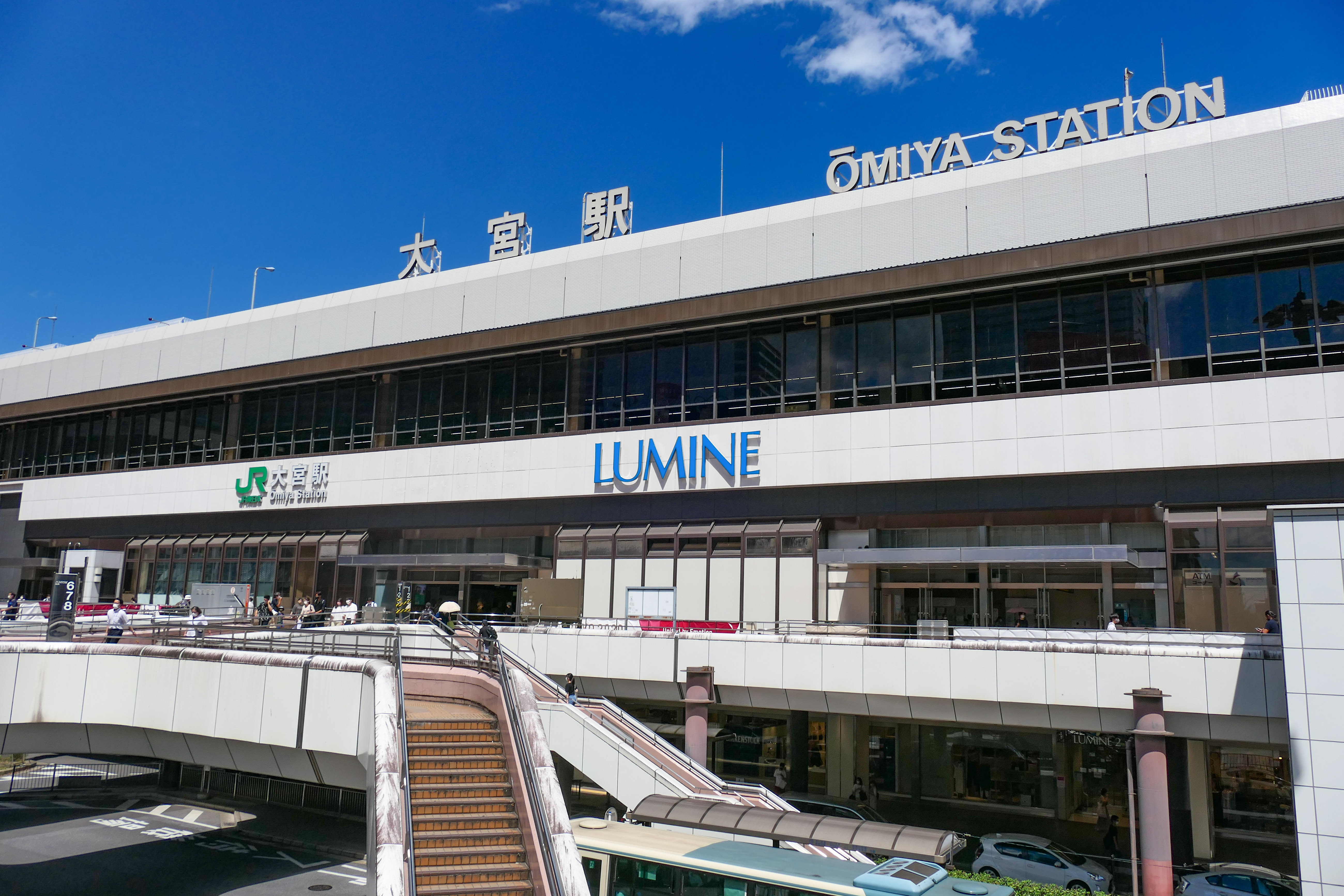
大宮駅西口

  - 大宮駅（東北新幹線・山形新幹線・秋田新幹線・北海道新幹線・上越新幹線・北陸新幹線・京浜東北線・宇都宮線・高崎線・埼京線・川越線・湘南新宿ライン・東武野田線・埼玉新都市交通ニューシャトル） - 乗り入れ路線数、1日の乗降者数において、埼玉県内のみならず全国でも有数の巨大ターミナル駅であり、実質的に県下最大の中心駅として機能している旧大宮市域の中心となる駅である。駅前はそごう大宮店や高島屋大宮店、アルシェ、大宮駅西口DOMショッピングセンター、ルミネ大宮店などの商業施設や大宮ソニックシティ、大宮門街などのオフィスビルがあり、賑わいを見せている首都圏屈指の繁華街でもある。
  - 北大宮駅（東武野田線）
  - 大宮公園駅（東武野田線）
- 西区
  - 西大宮駅（川越線） - 駅付近には西区役所や埼玉栄高校などが所在している。
- 見沼区
  - 東大宮駅（宇都宮線）

#### その他の駅
- 西区
  - 指扇駅（川越線）
- 北区
  - 土呂駅（宇都宮線）
  - 宮原駅（高崎線）
  - 日進駅（川越線）
  - 東宮原駅（埼玉新都市交通ニューシャトル）
  - 加茂宮駅（埼玉新都市交通ニューシャトル）
  - 吉野原駅（埼玉新都市交通ニューシャトル）
- 大宮区
  - さいたま新都心駅（京浜東北線・宇都宮線・高崎線）
  - 鉄道博物館（大成）駅（埼玉新都市交通ニューシャトル） - その名の通り、鉄道博物館の最寄り駅。開業時の駅名は「大成駅」だった。
- 見沼区
  - 大和田駅（東武野田線）
  - 七里駅（東武野田線）

### 道路
東西・南北に幹線道路が走る。
南北をつなぐ道路
東西をつなぐ道路

### 商業

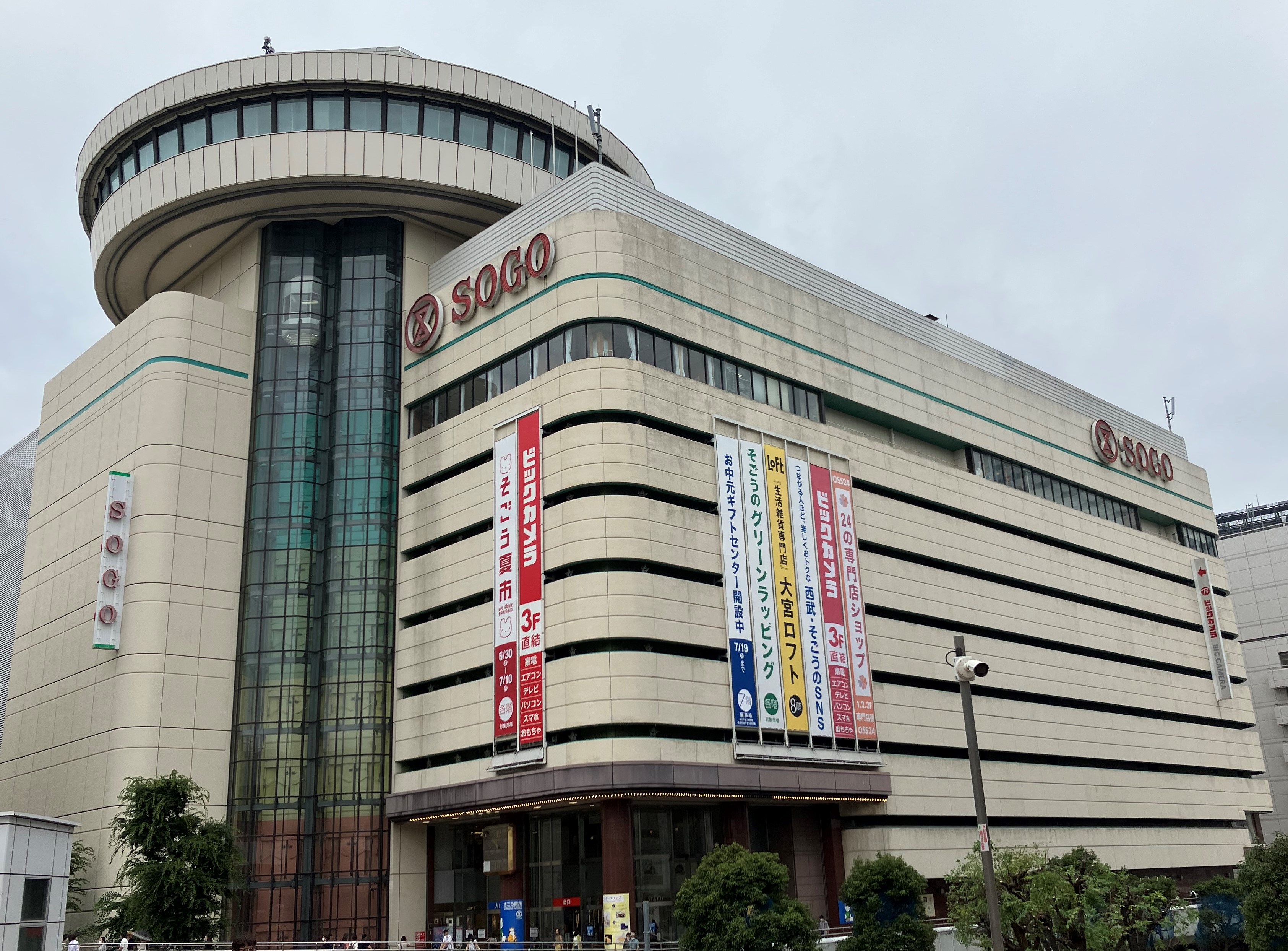
そごう大宮店

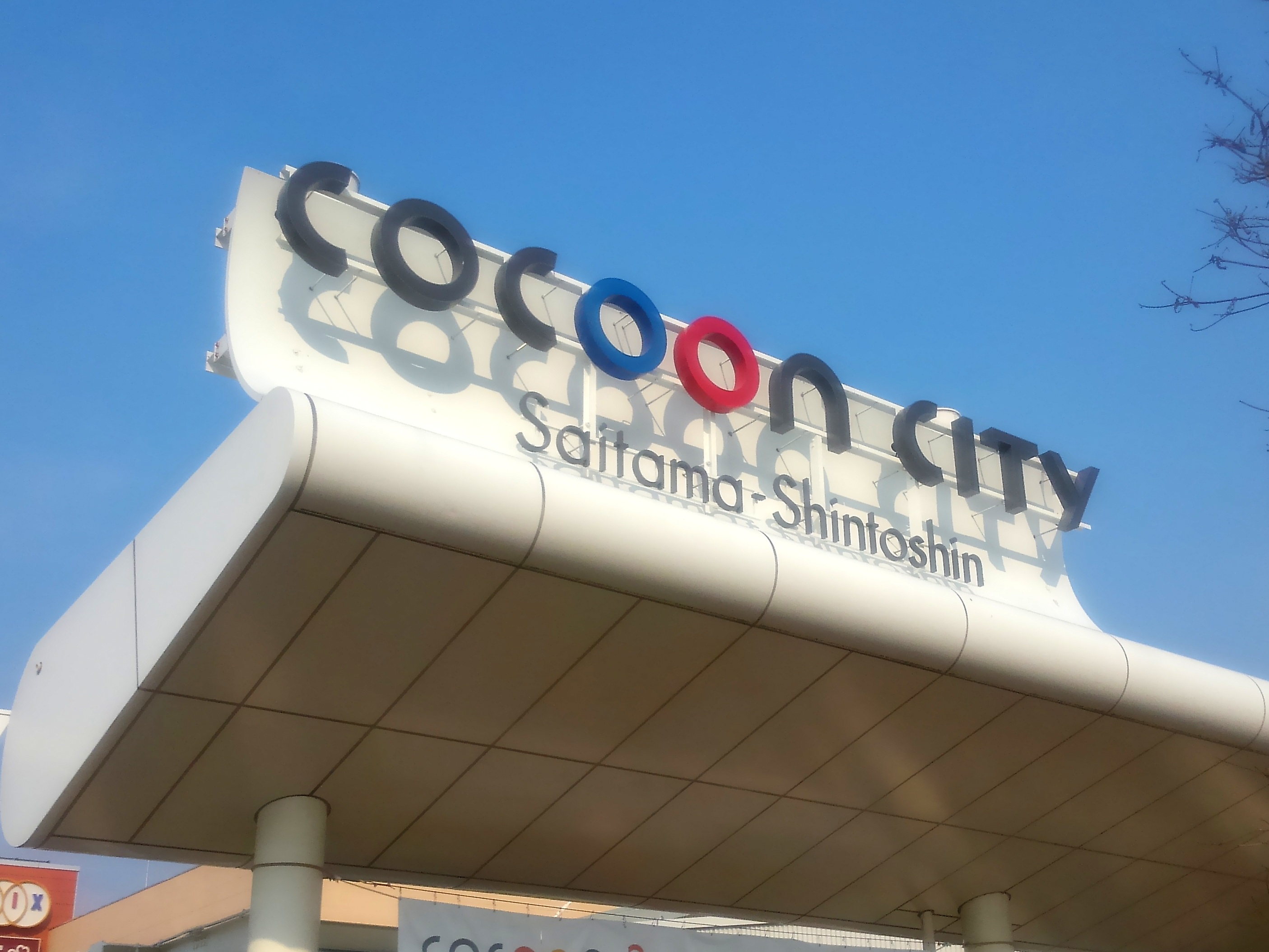
コクーンシティ（コクーン1入口）

前述の通り、大宮駅が開業して以降、国鉄大宮工場や現在の片倉工業など民間製糸工場なども進出して、鉄道・製糸の町として発展。戦後は大きな戦災がなかったことや利便性、さらに新幹線開業などもあり、百貨店や商業施設が出店し、大宮市は埼玉県最大の商業都市としても発展した。
大宮駅東口ではいち早く駅前商店街も形成された。その後、昭和時代では、戦後は交通の便の良さから、大宮駅東口は商業地として発展した。特に大宮銀座通りでは相次いで商業施設や百貨店が出店し、現在でもルミネ大宮店や高島屋大宮店、大宮ラクーンに加え、大宮北銀座・大宮南銀座などの歓楽街や飲食店街などが大宮駅東口を賑わしている。また令和ではさいたま市民会館おおみや（旧大宮市民会館）が、2022年4月にかつての中央デパート跡地だった再開発ビルの大宮門街に移転するなどさらなる発展が期待される。
一方で、桜木町などの大宮駅西口は国鉄関連の工員や関係者、鉄道職員が暮らす国鉄の企業城下町として発展。国鉄の社宅・独身寮や大宮鉄道病院など厚生施設も存在した。第二次世界大戦後の混乱に紛れて不法占拠していたトタン波板葺きの家屋（いわゆるバラック街）から生まれた小規模な商店街や飲食店街が形成されたが、いわゆる「どぶ板通り」であり、当時高島屋や西武百貨店、当時の駅ビルなどを擁していた大宮駅東口の賑わいには遠く及ばず、駅前広場は手狭で、当時西口のランドマークだった埼玉県大宮商工会館裏側のバスターミナルまで歩くことを余儀なくされた。しかし、1982年の東北新幹線・上越新幹線が大宮駅に開業されると、状況は一変。昭和時代末期の1980年代後半から平成時代の1990年代中盤にかけて大宮駅西口は大規模な区画整理や再開発が進んだ。大宮ソニックシティの完成を皮切りに、現在では県下第2位の売上高であるそごう大宮店、DOM、アルシェなど商業施設などが出店し、現在では東口を凌駕するほどの街並みとなった。
また、大宮操車場跡地にさいたま新都心が開業。さいたま新都心駅東口、片倉工業大宮製作所跡地周辺の吉敷町に2004年にコクーンシティが開業。さらに2015年にイトーヨーカドー大宮店跡地やカタクラパーク跡地にも広げ、現在のコクーンシティの規模となった。
宮原町にも富士重工業大宮製作所跡地の再開発において、ステラタウンが開業するなど、さらなる発展が期待される。

### スポーツ

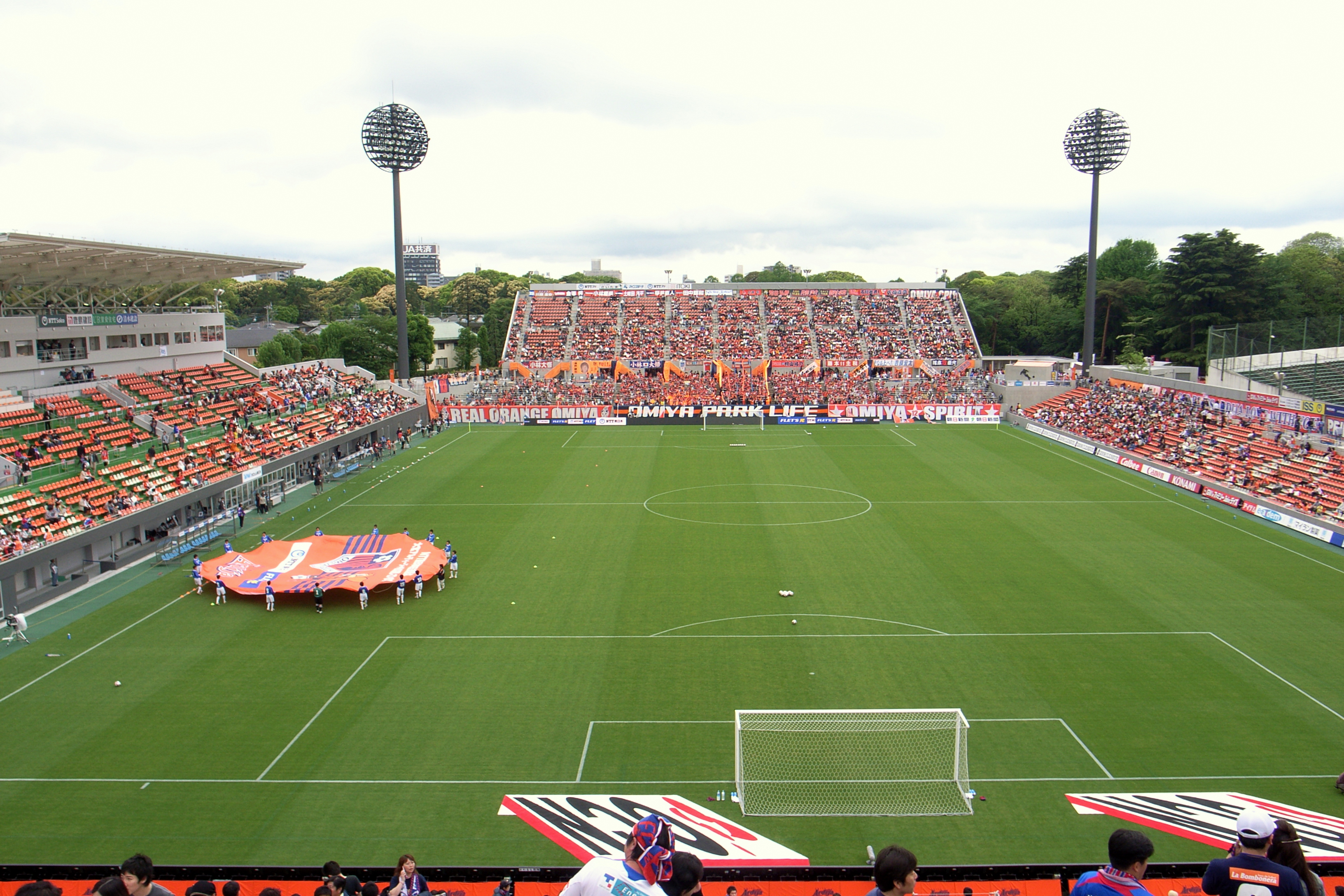
さいたま市大宮公園サッカー場
（NACK5スタジアム大宮）

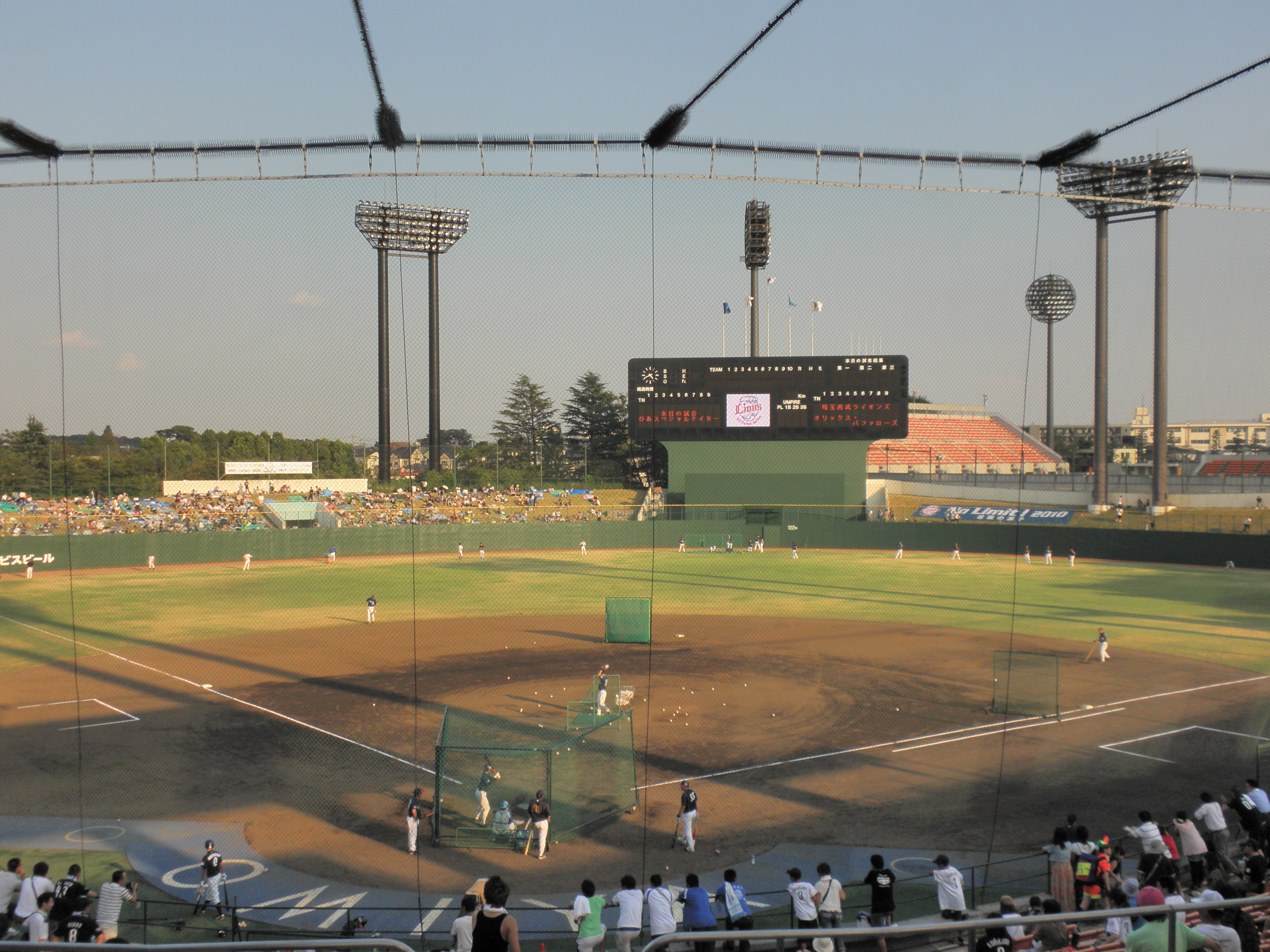
埼玉県営大宮公園野球場

## 施設・史跡
旧大宮市域にある主な施設を挙げる。学校施設などは上記やさいたま市を参照。
西区はJリーグのプロサッカークラブ・大宮アルディージャのクラブハウスが2013年に完成した。
北区はステラタウン（宮原町）やイスタ日進（日進町）などの商業施設が存在する。また盆栽の街（大宮盆栽村）としても知られ、さいたま市大宮盆栽美術館やさいたま市立漫画会館などがある。
大宮区は商業・経済の中枢となっており、百貨店や商業施設、様々な企業の本社、文化施設、飲食店、メディアが密集している。氷川神社などの多数の史跡や、さいたま市大宮公園サッカー場や埼玉県営大宮公園野球場などのスポーツ施設もある。商業施設として前述の通り、大宮駅西口にはそごう大宮店（桜木町）、東口には高島屋大宮店（大門町）がある。さいたま新都心駅東口にはコクーンシティ（吉敷町）などがある。また埼玉県初の高層ビルである大宮ソニックシティがあり、東口にも2022年4月1日には大門町に再開発の複合ビルである大宮門街が完成した。
見沼区は多数の遺跡や史跡が存在しており、中山神社や旧坂東家住宅見沼くらしっく館などがある。

### 西区
- 大宮西警察署
- 関東総社秋葉神社
- さいたま市総合療育センターひまわり学園
- さいたま清河寺温泉
- RB大宮アルディージャ クラブハウス（さいたま市西大宮サッカー場）
- 秋葉の森総合公園
- 大宮花の丘農林公苑
- 青葉園
- 錦乃原桜草園
- 三橋総合公園
- 西遊馬公園
- 宝来運動公園
- 方墳大塚古墳 - 県指定史跡
- 青葉園のフジ - 県指定天然記念物
- 清河寺の大ケヤキ - 県指定天然記念物

### 北区
官公庁・行政機関・文化施設

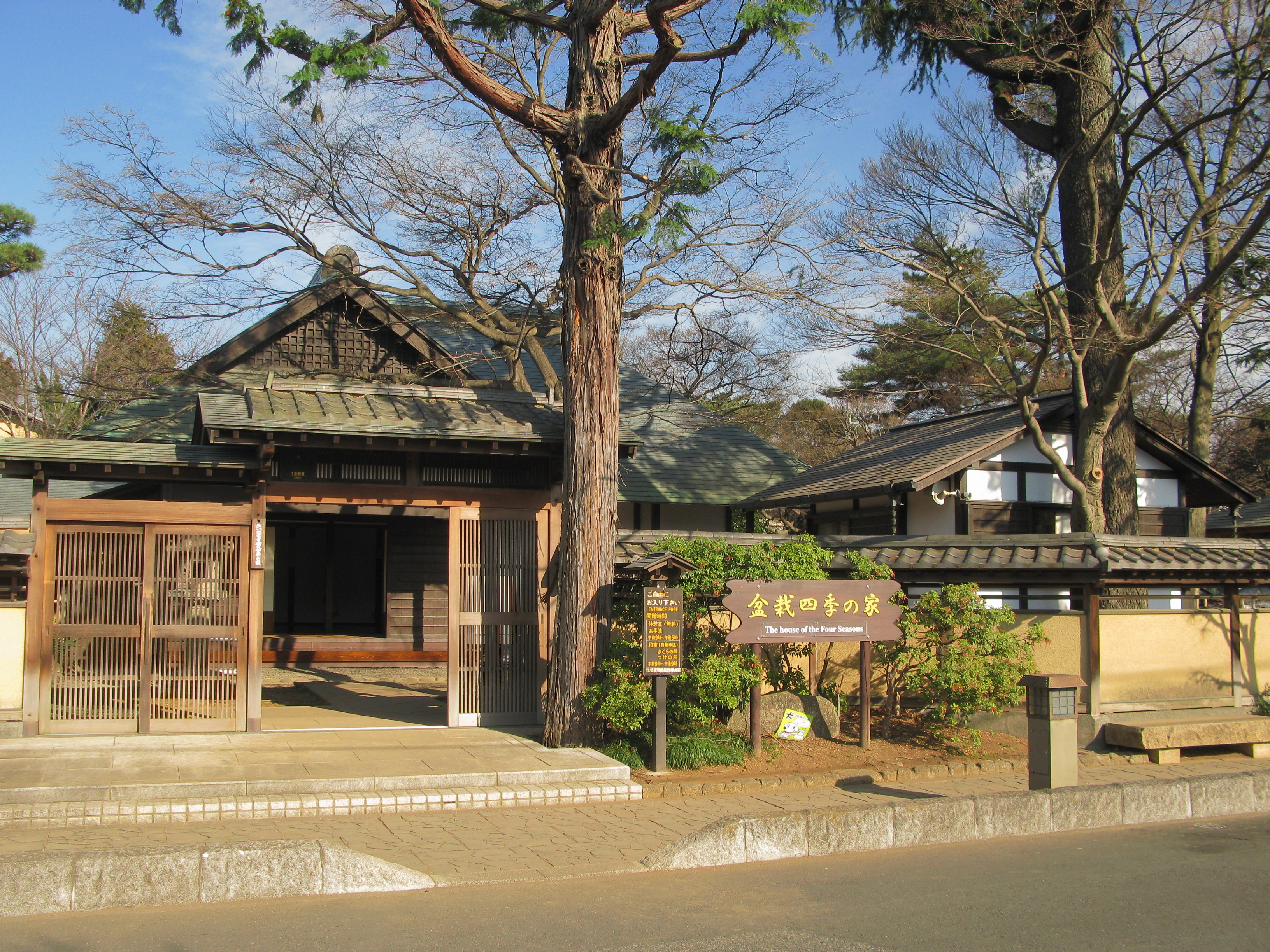
大宮盆栽村

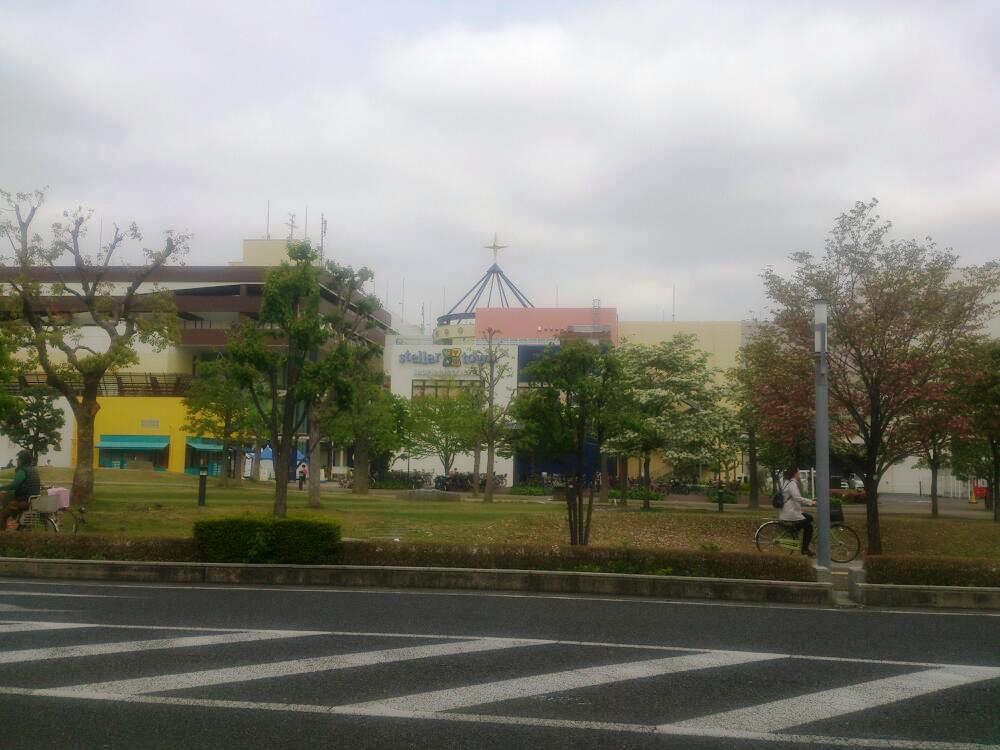
ステラタウン

- プラザノース - 北区役所、北図書館、プラザノースホールなどの複合施設
- 埼玉県警察学校
- 運転管理課大宮分室
- さいたま市大宮盆栽美術館
- さいたま市立漫画会館

メディア
- 埼玉新聞社本社

商業・観光施設
- ステラタウン
  - イトーヨーカドー大宮宮原店
- イオン大宮店
- 美楽温泉 SPA-HERBS - 温泉施設
- おふろcafe utatane - 温泉施設（ホテル併設）

史跡・公園
- 大宮盆栽村
- 石上神社（いそのかみじんじゃ） - 感染症・伝染病の神様として信仰され、病に感染しないよう、また軽くすむようにと祀られている。
- 加茂神社
- 市民の森・見沼グリーンセンター - 敷地内にリスの飼育園「りすの家」、体験農場、芝生広場、市民農園がある。

工業団地
- 吉野原工業団地

### 大宮区
官公庁・行政機関

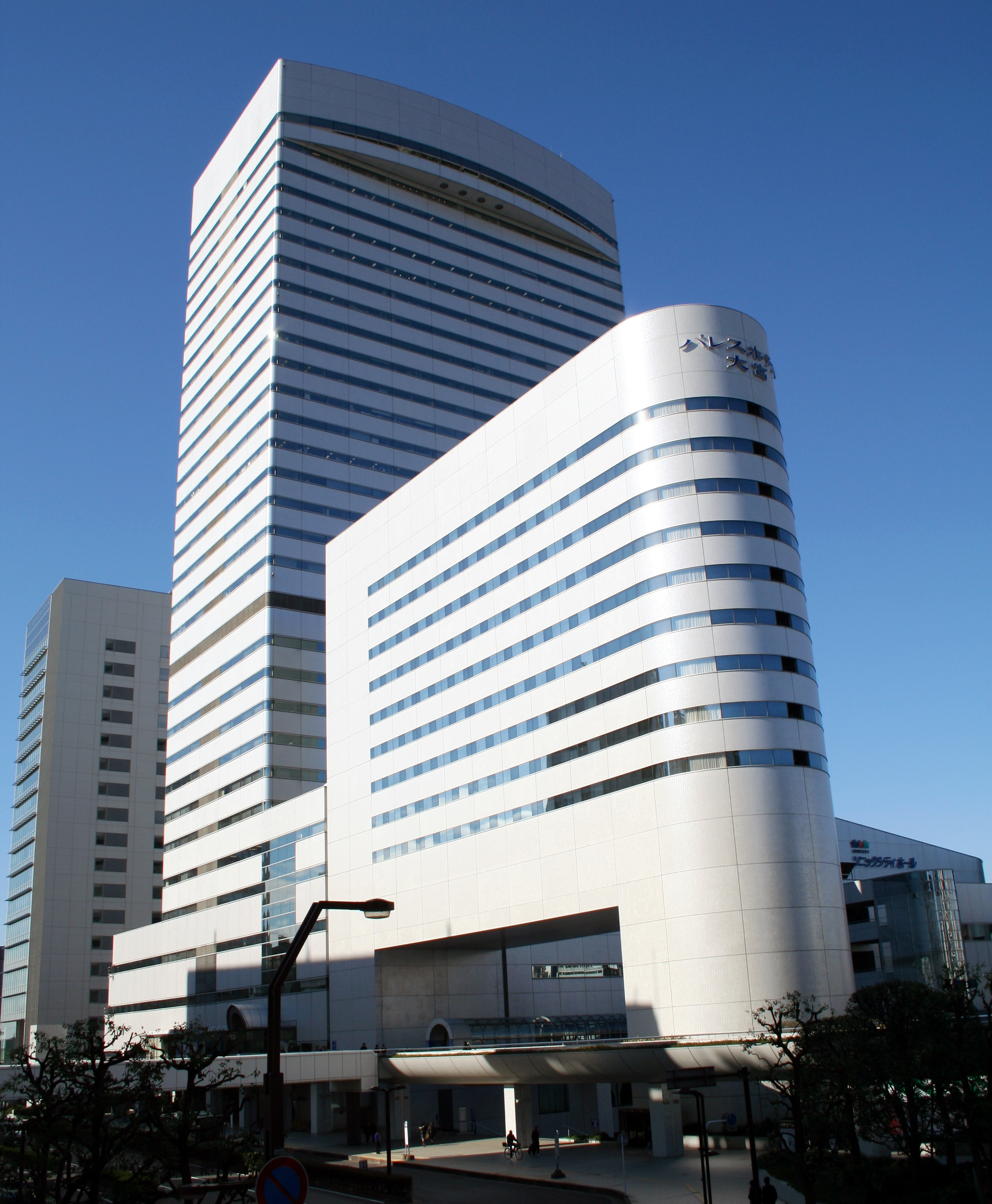
大宮ソニックシティ

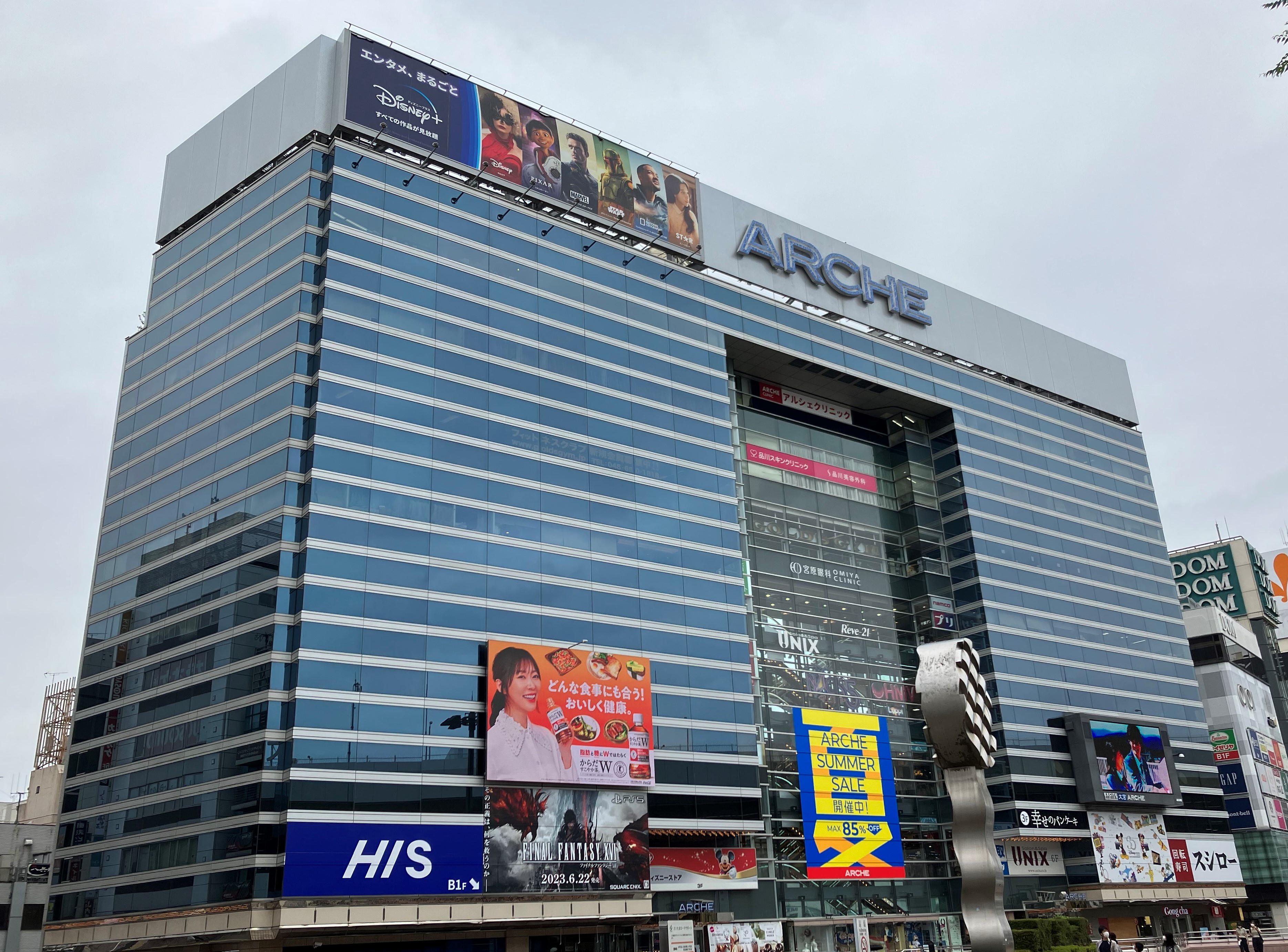
アルシェ

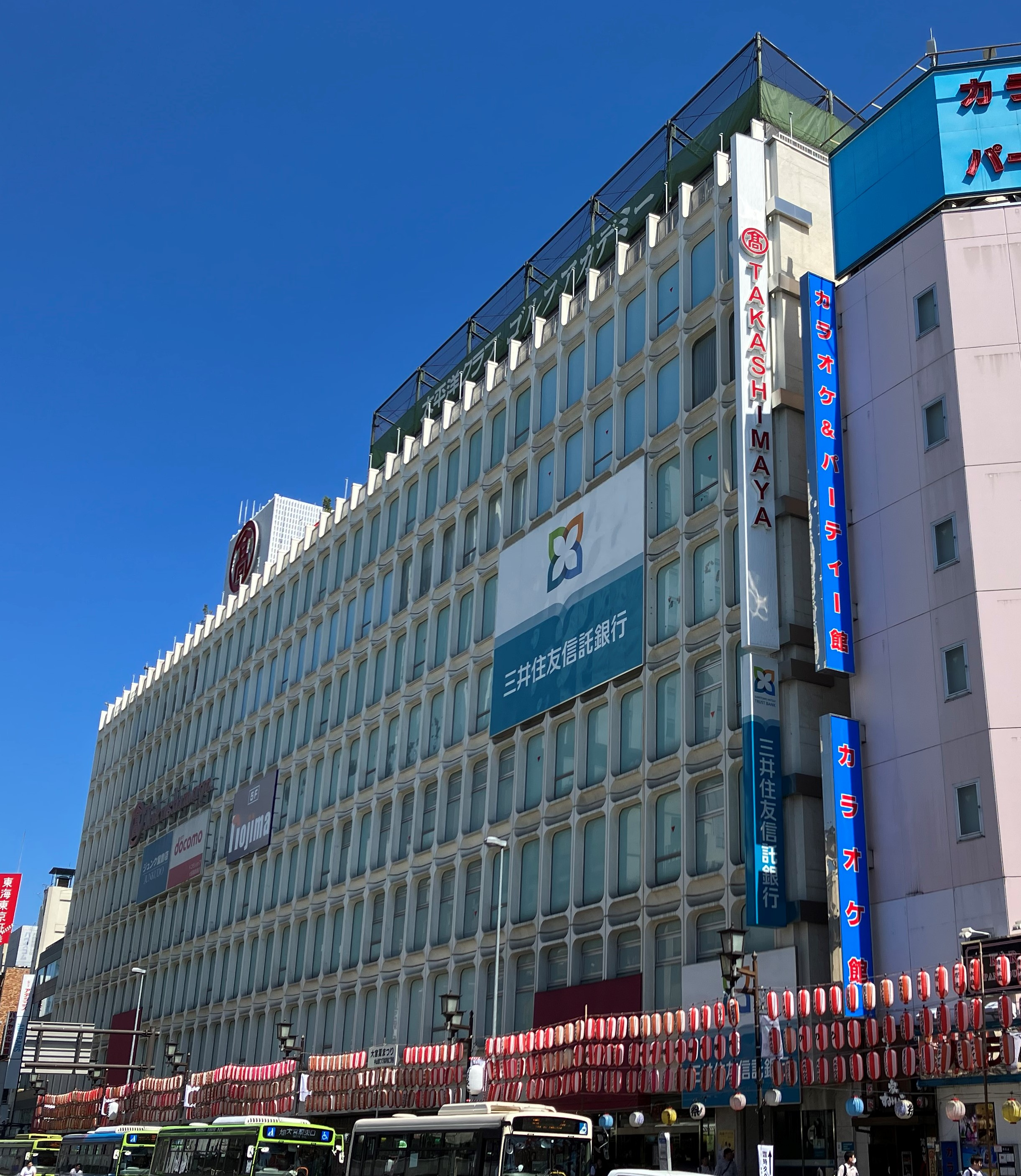
高島屋大宮店

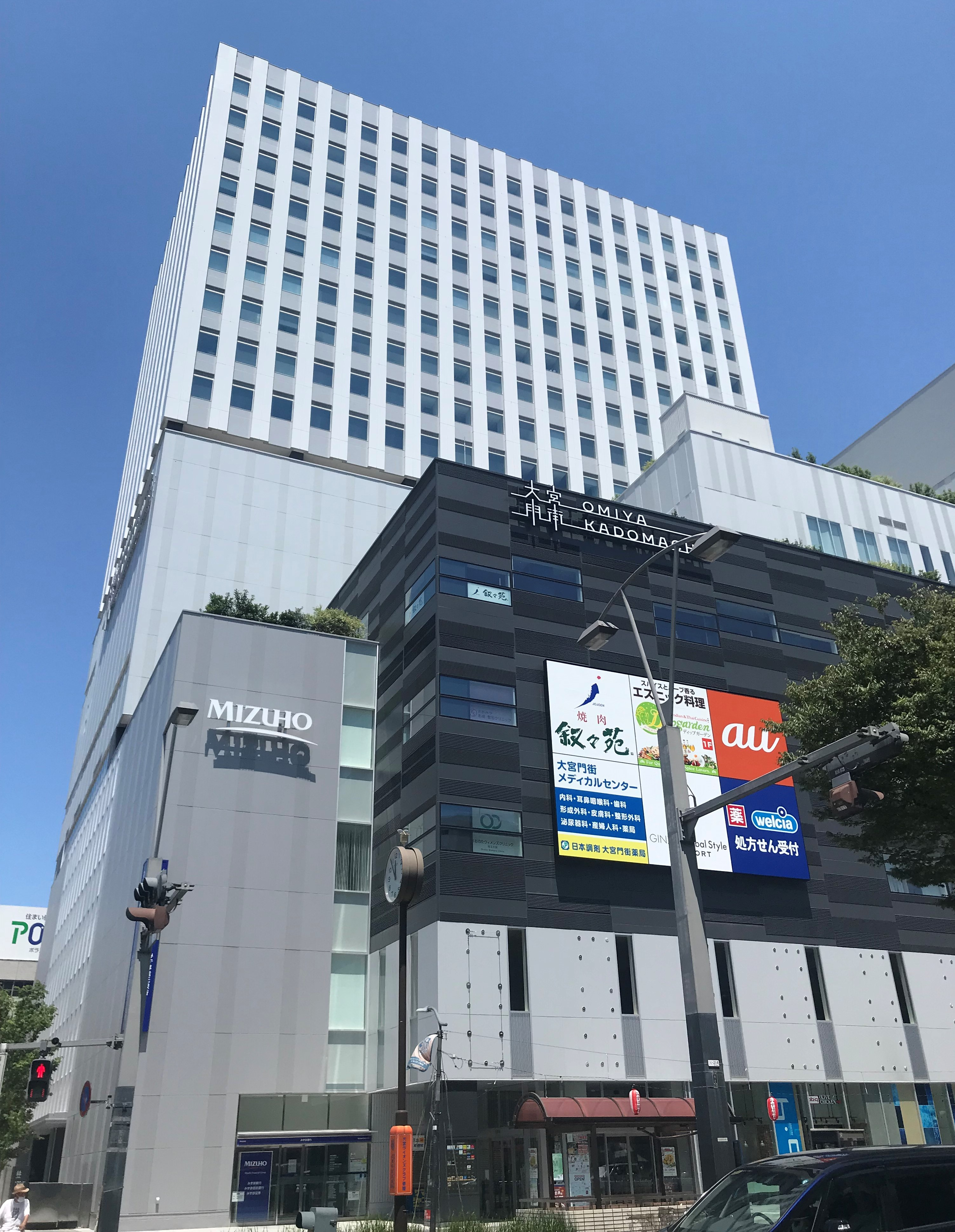
大宮門街

- 大宮区役所 - 2019年5月に大門町から吉敷町に移転。現庁舎は大宮図書館などとの複合施設となっている。
- 大宮警察署
- 大宮簡易裁判所
- 大宮区検察庁
- 大宮税務署
- 大宮公共職業安定所
- さいたま市大宮消防署

文化・オフィス・鉄道関連施設
- 大宮ソニックシティ - パレスホテル大宮、ソニックシティホールなどの複合施設となっている。
- シーノ大宮
- JACK大宮
  - さいたま市宇宙劇場
- 大同生命さいたま大宮ビル（旧OLSビル〈旧大宮法科大学院大学〉）
- 大宮JPビルディング
- 大宮センタービル
- エクセレント大宮ビル
- ロケットビル
- ベルヴュオフィス大宮（旧代々木ゼミナール大宮校）
- 鉄道博物館
- JR東日本大宮支社・大宮総合車両センター
- JR貨物大宮車両所
- さいたま市立博物館
- 埼玉県立歴史と民俗の博物館
- 造幣さいたま博物館
- 大宮門街
  - さいたま市民会館おおみや（RaiBoC Hall〈レイボックホール〉）
  - 全国生活協同組合連合会本部
  - ハイデイ日高本社
- JA共済埼玉ビル
  - JA共済連埼玉県本部
- 大宮ふれあい福祉センター
- ラ・クラリエール - 三橋の森ウェディング

大学
- 放送大学埼玉学習センター
- 国際学院埼玉短期大学

銀行・証券
- 武蔵野銀行本店
- むさし証券本店

放送局
- エフエムナックファイブ

史跡・公園・スポーツ施設
- 氷川神社
  - 氷川参道
- 大宮公園
  - NACK5スタジアム大宮
  - 県営大宮球場
  - 大宮競輪場
- 大和田公園
  - レジデンシャルスタジアム大宮
  - さいたま市営大和田公園プール
  - 山丸公園（山丸製糸大宮製糸場跡地。白井助七町長の碑と蒸気機関車C12 29号機を展示）
- 冨士大石寺顕正会本部
- 『こりすのトトちゃん』の銅像
- 大栄橋
- 鐘塚公園（旧桜木小学校跡）

ホテル・商業施設・観光施設
- スーパーホテルさいたま・大宮駅西口/Premierさいたま・大宮駅東口
- カンデオホテルズ大宮
- 東横INN 大宮駅東口
- 大宮スカイビル
  - そごう大宮店
  - ビックカメラ大宮西口そごう店
- 大宮駅西口DOMショッピングセンター
  - 丸井大宮店
  - ダイエー大宮店
  - ハンズ大宮店
- アルシェ
  - NACK5スタジオアルシェ
- ルミネ大宮店
- 髙島屋大宮店
- 大宮RAKUUN
- 大宮銀座通り
  - 大宮南銀座
  - 大宮北銀座
- コクーンシティ
  - MOVIXさいたま
  - イトーヨーカドー大宮店
  - ヨドバシカメラマルチメディアさいたま新都心駅前店

### 見沼区
行政機関
- 大宮東警察署
- 東部環境センター
- 大宮南部浄化センター
- 大宮聖苑

大学
- 芝浦工業大学大宮キャンパス
- 日本大学法学部・大宮グラウンド

公園・スポーツ施設
- 大宮公園
- 七里総合公園
- 東大宮親水公園
- 大宮体育館
- 大宮武道館
- 環境広場
  - みぬま見聞館・自然庭園
- 思い出の里市営霊園
  - 思い出の里会館
- 見沼田んぼ
- 染谷花しょうぶ園

史跡
- 旧坂東家住宅見沼くらしっく館
- 中山神社（中氷川神社）
  - 氷川神社は区内に5社ある。
- 萬年寺
- 常泉寺
- 大圓寺
- 膝子遺跡
- 南中丸貝塚
- 大和田陣屋跡

## 大宮にゆかりのある著名人
大宮市#出身著名人を参照。